# 迈松塞勒和维莱尔
迈松塞勒和维莱尔（法語：Maisoncelle-et-Villers，法語發音：[mɛzɔ̃sɛl e vilɛʁ]）是法国大東部大區阿登省的一个市镇，属于色当区。

## 地理
迈松塞勒和维莱尔（49°35'49"N, 4°54'35"E）面积11.08 平方千米，位于法国大東部大區阿登省，该省份为法国北部内陆省份，西接埃纳省，南至马恩省，东临默兹省，北与比利时接壤。
与迈松塞勒和维莱尔接壤的市镇（或旧市镇、城区）包括：阿尔泰斯勒维维耶、比尔松、阿罗库尔、罗库尔和弗拉巴、斯托讷、谢姆里-谢埃里。

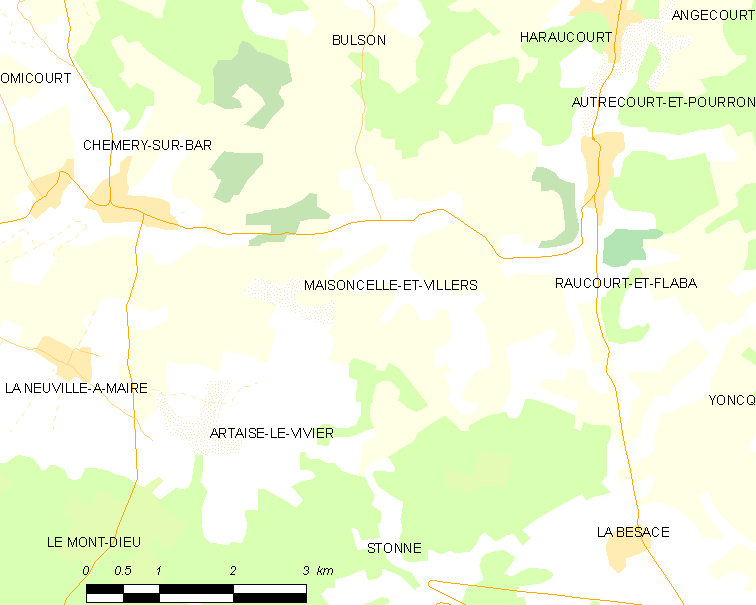
迈松塞勒和维莱尔的OSM定位图

迈松塞勒和维莱尔的时区为UTC+01:00、UTC+02:00（夏令时）。

## 行政
迈松塞勒和维莱尔的邮政编码为08450，INSEE市镇编码为08268。

## 政治
迈松塞勒和维莱尔所属的省级选区为武济耶县。

## 人口

1962-2008年间迈松塞勒和维莱尔人口变化图示

迈松塞勒和维莱尔于2022年1月1日时的人口数量为69人。